# Nordbanen
 Der er for få eller ingen kildehenvisninger i denne artikel, hvilket er et problem. Du kan hjælpe ved at angive troværdige kilder til de påstande, som fremføres i artiklen.

Nordbanen var oprindeligt jernbanen København-Hillerød-Helsingør, en strækning på 60,9 kilometer. København-Hillerød, som nu kaldes Nordbanen, er elektrificeret (og har S-tog). Reststrækningen mellem Hillerød og Snekkersten kaldes Lille Nord. Nordbanen blev taget i brug 9. juni 1864, mens stykket København-Lyngby var i brug fra 1. oktober 1863. Den nordligste del af Lille Nord, mellem Snekkersten og Helsingør, blev lagt sammen med Kystbanen, da denne blev taget i brug 2. august 1897.

## Historie
I 1933 havde DSB regnet med, at man kunne overgå til nye elektriske tog - S-tog - ved overgangen til sommerkøreplanen i 1935, men det lykkedes ikke - det blev først den 15. maj 1936, at lokaltrafikken til Holte blev erstattet med S-tog, hvorimod togene til Hillerød og på Nordbanen fortsat blev kørt med damp- og motortog. Årsagen til forsinkelsen var dels, at de 320 køreledningsmaster (leveret fra Belgien) lå og samlede støv i Københavns Frihavn mens, at man ventede på en importtilladelse fra det daværende Varedirektorat, og dels, at nyopførelsen af viadukten ved Lyngby Hovedgade gav problemer. Allerede i 1930 havde man faktisk påbegyndt arbejdet med at føre de veje, som krydsede banen, og som gradvist var blevet mere trafikerede, ud af niveau. Eksempelvis blev der opført broer og gangtunneller ved Adolphsvej i Gentofte, for hovedvejen til Hørsholm og ved Lyngby Hovedgade (disse to anlæg var særligt omkostningstunge), og igen ved Hummeltoftevej og Frederiksdalvej. Derudover var der også en del ændringer på stationerne, hvor den mest markante var ændringen af perronhøjden, ligesom man måtte anlægge en helt ny perron i Holte.

### Strækningen København-Nørrebro-Hellerup
Tekst mangler, hjælp os med at skrive teksten

### Strækningen Hellerup-Lyngby-Holte
Grundejerne langs banen så naturligvis frem til den nye driftsform, hvor transporttiden ind til København blev afkortet, men også til, at frekvensen ville blive tre gange i timen, og at der kom fire nye stationer til. Med S-togets fremkomst blev det endnu mere attraktivt at flytte nord for København, end det tidligere havde været. De eksisterende gamle mellemstationer var Gentofte og Lyngby, og de blev nu suppleret af hhv. Bernstorffsvej, Jægersborg, Sorgenfri og Virum. De fire nye stationer blev alle opført med små lave, plankebeklædte bindingsværksbygninger malet i stærke farver, så man kunne genkende sin egen station alene på farven, og derfor ikke behøvede at læse navneskiltene. Der var planer om også at etablere et dobbeltsport fra Hellerup til Lyngby, og derfor skulle man let kunne udvide og "flytte" de nye stationer, som så måske slet ikke skulle være permanente.
Bernstorffsvej station blev anlagt øst for broen over Bernstorffsvej - og ø-perronen forgrener sig fra hinanden af hensyn til udfletningen mellem Klampenborg- og Holtebanens spor. Stationsbygningen var opført af træ og malet zinnoberrød. Der blev også etableret en gangtunnel, der forbinder Tranegårdsvej med Bernstorffsvej.
Gentofte station stammer fra Nordbanens åbning i 1864, men var siden blevet udvidet - forud for S-banens åbning blev mellemperronen, der tidligere lå mellem de to hovedspor, flyttet til at være mellem spor 2 og overhalingssporet, spor 3. Perronen blev også her forsynet med halvtag af S-banens standardtype; lavt sadeltag, og blev så via en nybygget perrontunnel sat i forbindelse med hovedbygningen (som blev opført i 1863). Forhallen og ventesalen blev ombygget og moderniseret, ligesom også et nyt elekromekanisk sikringsanlæg blev installeret. Der var også fra gammel tid læssespor for trafik med vognladningsgods, der først nedlagdes så sent som i 1988 - og da havde der ikke været godstog i et par år; faktisk blev stykgodstrafikken overført til lastbiler allerede i 1973 - og ophørte helt i 1980. De gamle læssespor er i dag fjernet - og Gentofte fungerer som såkaldt transversal-station, hvor der i nødstilfælde kan skiftes til kørsel ad venstre spor.
I Jægersborg blev der på DSBs forslag etableret forbindelse til Nærum-banen (som fik flyttet sin sydlige endestation fra Lyngby og hertil) ud fra, at det var smartere med en tilknytning mod syd mod København frem for mod nord i Lyngby - men den reelle underliggende årsag var nærmere, at var en farlig ubevogtet jernbaneoverskæring ved Lyngby Hovedgade, som tilmed ville komme til at ligge faretruende tæt på den nye viadukt ved Lyngby station, som førte Nordbanen over Lyngby Hovedgade. Oprindelig skulle Jægersborg havde heddet Ørnegaardsvej, men det blev ikke til noget. Stationen er også i dag primært overgangsstation til Nærum-banen, og har meget få lokale rejsende; billetkontoret blev lukket i august 1995 og erstattet af en automat.
Lige efter Jægersborg føres banen i dag over en bro bygget i 1960, som går over Motorring 3 (som blev åbnet i 1966) - og så de to viadukter for hhv. Lyngby Omfartsvej og Lyngby Hovedgade. De to viadukter har plads til både 3. og 4. spor, og var således udtryk for en fremsynethed for dels at adskille S-tog fra Nordbanen, og dels som udvidelse. Arealerne ml. Hellerup og Gentofte til den 3. og 4. spor var faktisk allerede eksproprieret tilbage i 1923, og i 1949 påbegyndte man så at ekspropriere arealerne til 3. og 4. spor mellem Gentofte og Lyngby, som igen fortsatte i 1954 mellem Lyngby og Virum. Men da man senere besluttede at forlænge S-banen til Hillerød i 1968, ja, så opgav man endeligt alle arealerne til 3. og 4. spor i 1976. I dag ville det have været særdeles smart med plads til overhalingsspor ml. Virum og Hellerup, men så fremsynede var hverken DSB eller politikerne.
Lyngby er den største mellemstation på Holte-banen - og har været det helt fra gammel tid. Her måtte man ved S-banens indtog forhøje perronhøjden til 87 cm (som er standard på S-banen), ligesom sikringsanlægget blev udskiftet. Faktisk havde Lyngby station allerede i 1952 lige så mange nærtrafikrejsende som København H, og der afgik fra stationsforpladsen mere end 1.000 rutebiler om dagen. Samtidig var den daværende Lyngby Hovedgade nu så stærkt belastet af gennemkørende biltrafik fra Nordsjælland, at man måtte etablere en omfartsvej indenfor en overskuelig årrække. Omfartsvejen skulle anlægges som motorvej og gå fra syd for Lyngby til Virumvej i nord, og fra Lyngby til Sorgenfri var eneste alternativ at placere vejen på østsiden af Nordbanen i umiddelbar nærhed, og for ikke at afskære stationen fra og Jernbanepladsen måtte vejen føres på en bro. Under broen indrettedes så en ny stationsbygning som erstatning for den gamle, der måtte lade livet - ligesom posthuset. Dermed kunne man bibeholde perronanlæg, spor og godsspor uden ændringer. Ideen var så, at vejen skulle etableres samtidig med, at man også allerede var i gang med forberedelserne til 3. og 4. spor (som ovenfor nævnt). Den nye station blev først taget i brug den 20. april 1958. Stationsbygningen var 24 meter bred og hele 70 meter lang, og vender ud mod perron 1. Det var senere planen, at perron 1 skulle bortfalde, når det 3. og 4. spor blev anlagt og ført igennem stationen - det skete som bekendt aldrig. Da Lyngby Omfartsvej blev indviet i 1960, fuldførtes en morderne rutebilsstation lige udenfor den nye S-togsstation - og kunne faktisk afvikle 1.600-1.800 afgange om dagen - men i 2003 blev det hele så ombygget for at håndtere den endnu mere intense trafik.
I 1995 kunne DSB på noget af det nedlagte godsterræn på Lyngby station præsentere det første såkaldte "S-parkeringsanlæg" for 60 biler med kun to minutters gang til toget. I dag er resten af godsarealerne frasolgt og huser en række større kontorejendomme.
Sorgenfri var den tredje af de nye stationer på strækningen - placeret ved den daværende Hummeltoftevej, som senere blev forlagt - og derfor blev Sorgenfri station også flyttet 100 meter længere mod nord i 1955. Ekspeditionsbygningen var ligesom ved Bernstorffsvej og Jægersborg placeret på en ø-perron i den ene side med billetsalg, og en overdækket passage ml. trappe og perron. Bygningen var blåmalet.
I Virum var der oprindelig et trinbræt, som i 1936 ved S-banens åbning, blev omlagt til et holdested nord for broen over Frederiksdalsvej. I modsætning til de tre andre nyanlagte stationer blev Virum anlagt med sideliggende perroner, hvor den østlige blev anlagt som en plankeperron på en understøtning af gamle skinner. Ekspeditionsbygningen blev anlagt på banedæmningen, og var i grønt malet træ med en trappe ned til Frederiksdalsvej. Allerede i 1943 blev stationen bygget om (den var for lille), og det gentog sig i 1957, da den daværende Lyngby-Taarbæk kommune udvidede Frederiksdalsvej - og når det 3. og 4. spor kom, ville disse blive placeret på hver side af de eksisterende spor, og det krævede en ombygning i sig selv. Derfor er den nye stationsbygning opført således, at den er integreret i broen, og at der kunne føres et nyt (og ekstra) nordgående spor hen over taget - broen til det sydgående ekstra spor blev aldrig opført.
Holte station var allerede før S-banens ankomst i 1936 blev ombygget to år tidligere i forbindelse med ibrugtagningen af det andet hovedspor mellem Holte-Hillerød (udvidelse til dobbeltspor) - og det nordgående spor blev rykket helt tæt på stationsbygningen for at give plads til et nyt spor for lokaltogene mellem de to ø-perroner. Hermed opnåede man, at de rejsende let kunne skifte mellem lokaltog Nordbanen på samme perron, ligesom man kunne undgå krydsninger af togvejene. Lokaltogene blev så til S-tog i 1936. Lige siden Nordbanens åbning var Holte et yndet udflugtsmål, og igennem årene var Holte vokset til en stor, livlig villaby og en forstad til København - og ved S-banens ankomst i 1936 var indbyggertallet for længst passeret 10.000. Aktiviteten på Holte station fik efterhånden et anseeligt niveau i forbindelse med op- og nedformering af S-togsstammerne, ligesom også rengøring af vognene blev gennemført her.
Strækningen fra Hellerup til Holte er 11,2 km lang.

### Strækningen Holte-Hillerød
Kapaciteten på specielt strækningen mellem København H og Hellerup blev op igennem 1950´erne og starten af 1960´erne udnyttet til det maksimale; og det gjorde det ikke nemmere, at Nordbanens tog var enten damp- eller dieseltog. Selv disse tog ikke standsede mellem Østerport og Holte, var deres køretid længere end S-togene, og derved optog de lige så meget plads som to S-tog. Derfor måtte man enten overflytte Nordbanens tog til at bruge Kystbanens spor fra Hellerup til København (som ville kræve en særdeles omfattende og dyr sporudfletning i Hellerup), eller elektrificere driften af Nordbanen. I 1963 ansøgte DSB om bevillinger på finansloven 1963/64 til at elektrificere den ca. 17 km lange dobbeltsporede strækning fra Holte til Hillerød. DSB fik bevillingen, men der var en del lokal modstand mod projektet, da "... Nordsjælland blev betragtet som rekreativt område, og man regnede ikke med væsentlig flere helårsbeboere i Nordsjælland - hvorfor så S-tog til Hillerød?" (citat fra Bladet Kommunen). Det interessante er imidlertid, at DSB i fire år efter elektrificeringen var gennemført ikke benævnte strækningen som S-bane, men som elektrificeret strækning. Men det var ikke alle som var imod - byrådet i Hillerød havde allerede en byplan med betydelig vækst forårsaget af S-togs komme, ligesom grundprisen steg betragteligt i hele området.
I de oprindelige planer for elektrificeringen havde DSB påtænkt omfattende ombygning af Hillerød station og moderniseringer for Allerød og Birkerød; de i 1930´erne allerede gennemførte forberedelser til nye standsningssteder ved Høvelte og Hammersholt var også på tegnebrættet, men alle disse planer blev skrinlagt til stor ærgrelse for de lokale beboere. I stedet nøjedes man med nye transversaler på hhv. Birkerød og Allerød stationer, og overhalingssporet for godstog på Allerød station blev forlænget. I Hillerød blev etableret nye opstillingsspor for S-togsstammerne, og perron 2 blev forhøjet til S-banens standard på 87 cm.

#### Stationer
Birkerød station er den oprindelige station, som lå nord for sporet. I 1930´erne blev dobbeltsporet anlagt, og i den forbindelse med der opført en ø-perron med tilhørende perrontunnel og et kort perrontag. Først i 1976 blev der etableret en gangbro ved den smalle viadukt ved Kajerødvej (som før havde stået på den gamle Svanemøllen station), og derfor fører trapper ned til begge stationens perroner. I 1979 blev der anlagt en p-plads på den sydvestlige side, og derfor blev perrontunnellen forlænget. Det var på væggen i selv samme perrontunnel, at man i 1984 besluttede at lade multikunstneren Jens Jørgen Thorsen i kommission fra BIrkerød Kunstforening og med tilladelse fra DSB udsmykkede væggen med et spontant maleri. Det var aftalt, at værket skulle blive på væggen i 14 dage, eller på ubestemt tid, hvis DSB faldt for det værk, som Thorsen viste under teksten "Ud & Se". Maleriet var det meget omtalte Jesus-maleri med erigeret lem, og maleriet blev flere gange udsat for hærværk, ligesom det væltede ind med protester, som til sidst havnede på trafikminister Arne Melchiors bord - der så bad DSB om at fjerne maleriet.
I umiddelbar nærhed af Høvelte Kaserne lå der fra gammel tid et halvofficielt trinbræt - Høvelte - i form af en lav træperron ved det nordgående spor; denne blev i 1968 forhøjet af hensyn til S-togene, der nogle få gange meget tidligt eller sent standser af hensyn til soldater, der enten møder tidligt eller ankommer sent før sengetid. I modsat retning var der ingen stop, og soldaterne måtte benytte busserne på Kongevejen eller taxa. Der har siden været flere diskussioner omkring, at Forsvaret ønskede en egentlig S-bane station, og der var da også allerede ved dobbeltsporets opførelse i 1930´erne gjort plads til en ø-perron - men stationen er aldrig bygget. Det var planen at lukke trinbrættet helt i 2007, men da køreplanen i sidste øjeblik blev justeret med lang køretid til indkørsel i Hillerød, overlever det altså indtil videre.
På Allerød station flyttede man ø-perronen, da kurverne ved anlægget af dobbeltsporet i 1930´erne blev rettet ud - og dermed kom perronen til at ligge skævt og ikke længere parallelt med stationsbygningen. I lighed med Birkerød blev der også opført en perrontunnel, som forsynes med trappehus og et kort perrontag.
Ved Hammersholt Teglværk fandtes der indtil 1948 et privat sidespor, som indtil 1934 var suppleret af endnu et uofficielt trinbræt for skolebørn - og også her var der udført synlige forarbejder til perroner. I 1975 dukkede planerne om at etablere en såkaldt "drive-in" station med parkeringspladser for bilister fra hele Nordsjælland, da man derved så kunne aflaste Hillerød for en del trafik gennem byen; planen indeholdt sågar ideer om en busterminal og et nyt storcenter. Lokalt var der modstand mod planerne, som ville skabe en befolkningsudvikling i et område, hvor man ikke ønskede den; på trods af modstanden foretog det daværende Hovedstadsråd alligevel arealreservationer. Banestyrelsen undersøgte igen i 2001 efter anmodning fra Frederiksborg Amt muligheden for at placeret en S-station enten umiddelbart syd for Overdrevsvej i tilknytning til Frederiksværk-Hundested-banen, eller endnu længere mod syd ved Brødeskov. Etableringen af et nyt holdested ville dog kræve større investeringer i vejnettet, og planen blev parkeret - og igen sat på tegnebrættet i forbindelse med diskussionen omkring et nyt super-sygehus. Senere blev den opdaterede plan til, at der i 2023 åbner den nye Favrholm station.

#### 1.klasse på S-banen
Et andet stridspunkt var, at Nordbanen førte 1. klasse - og da S-togsdriften begyndte i 1968, førte S-toget også for første gang 1. klasse. Efter kort tid begyndte de første klager over "forskelsbehandling" at dukke op for daglige passagerer kunne konstatere, at 1. klasse var aldeles tom udenfor myldretiderne, og mange følte, at det var spild af skatteydernes penge med al den tomkørsel. Til retfærdighed skal det siges, at 16% af alle rejsende på Nordbanen kørte på 1. klasse i myldretiden, mens det til sammenligning kun var 1,2% på samtlige rejser med DSB på landsplan. Vognene med 1. klasse var ligesom 1. klasse med lokomotivtrukne tog forsynet med en gul stribe over vinduerne samt store gule 1-taller på begge sider af dørene; alligevel var der en del rejsende på bl.a. Nørreport, som fik sig forvildet ind på 1. klasse uden at have billet hertil, og derfor blev der også opsat nye røde mærkater med hvide 1. klasse symboler i både døre og vinduer. 1. klasse bestod helt til 1972, hvor man ved åbningen af banen mod Vallensbæk (se også artiklen omkring Køge Bugt-banen) overgik til en ny køreplan, som på hverdage forlængede linie E mod Taastrup. Dette gav dog anledning til en del protester fra både politikere og aviser i "Whiskey-bæltet".
Søndag den 26. maj 1968 begyndte den ordinære drift på den nye linie E fra København H-Holte-Hillerød, da de i lighed med de tidligere dieseltog ikke standsede mellem Østerport og Holte. I stedet for 26 Hillerød-tog og 10 lokal-tog Holte-Allerød/Hillerød mandag til fredag, fik man nu 63 daglige afgange med fast 20-minutters drift. Samtidig blev rejsetiden kortet ned fra 50 til 41 minutter - og til trods for, at S-toget også standsede på Vesterport. Derudover bortfaldt de hidtidige gennemgående tog i weekendtrafikken og navnlig mellem København og Frederiksværk/Hundested og ad Gribskovbanen.
De nye røde S-tog var ikke indrettet til godsbefordring, så al rejse- og stykgodsbefordring overgik til lastbiltransport.
El-togene - for de måtte ikke kaldes S-tog på denne del af strækningen - blev straks så stor en succes, at der på første dag blev solgt dobbelt så mange billetter fra hhv. Allerød og Birkerød som sædvanligt, og efter to år var antallet af passagerer vokset med 30% (det skal dog ses i sammenhæng med, at trafikken på det, som i dag er Høje Taastrup-banen i samme periode voksede med 20%). I øvrigt skete åbningen af S-banen til Taastrup i 1967 (året før), og da DSB endnu ikke havde tilstrækkeligt med de nye S-tog til at trafikere begge linier, blev resultatet, at de nye S-tog blev flyttet til Hillerød-linien til stor irritation og ærgrelse for passagererne på Taastrup-linien, som så igen for en stund måtte nøjes med de gamle brune S-tog. Privatbanerne udgående fra Hillerød til hhv. Frederiksværk/Hundested og Gribskovbanen (mod Tisvilde og Gilleleje) havde frygtet, at elektrificeringen ville skade deres passagergrundlag som en konsekvens af de bortfaldne direkte og gennemgående vogne til/fra København, men tværtimod oplevede man straks for sommeren 1968 en vækst i passagertallet.
Det var først ved overgangen til den nye køreplan i 1972 og ved afskaffelsen af 1. klasse, at man ændrede betegnelsen for "El-togene" og "Elektrificeret strækning" til S-bane.

### Strækningen Hillerød-Helsingør
Denne del af strækningen kaldes også Lille-Nord - se særskilt artikel Lille-Nord.

## Betjening
Banen betjenes af to linjer i den normale driftstid:
- Hillerød - Holte – København H – Hundige (– Køge)
  - I dagtimerne på hverdage køres hvert tiende minut i dagtimerne mellem Hillerød og Hundige. Der køres uden stop Hellerup − Lyngby og Lyngby − Holte.
  - Om aftenen køres hvert tyvende minut mellem Hillerød og Køge. Der stoppes ved alle stationer undervejs.
  - I weekenderne køres hvert tiende minut i dagtimerne og hvert tyvende minut om aftenen mellem Hillerød og Køge. Der stoppes ved alle stationer undervejs.
- Holte – København H – Køge
  - Kører kun i dagtimerne på hverdage, hvor der køres hvert tiende minut. Der køres uden stop København Syd – Ishøj.

Nat efter fredag og lørdag betjenes banen af:
- Hillerød – København H – Køge
  - Stopper ved alle stationer. Kører hver halve time.